# Auguste Glaize
 Auguste Glaize  (* 15. Dezember 1807 in Montpellier; † 8. August 1893 in Paris), auch Auguste-Barthélémy Glaize, war ein französischer Historien- und Genremaler, Pastellist und Lithograf. Sein Werk ist der Romantik zuzuordnen.

## Leben
Auguste Glaize wurde in Paris von den Brüdern Achille und Eugène Devéria in der Malerei und in der Lithografie ausgebildet. Er malte Bilder verschiedenen Inhalts. Zu seinen Förderern gehörte Alfred Bruyas.
Das Musée national du château de Versailles et des Trianons in Versailles bewahrt ein von seinem Sohn Léon Glaize (1842–1931) geschaffenes Porträt des Auguste-Barthélémy Glaize (1878) auf.

## Werke
Frühe Gemälde:

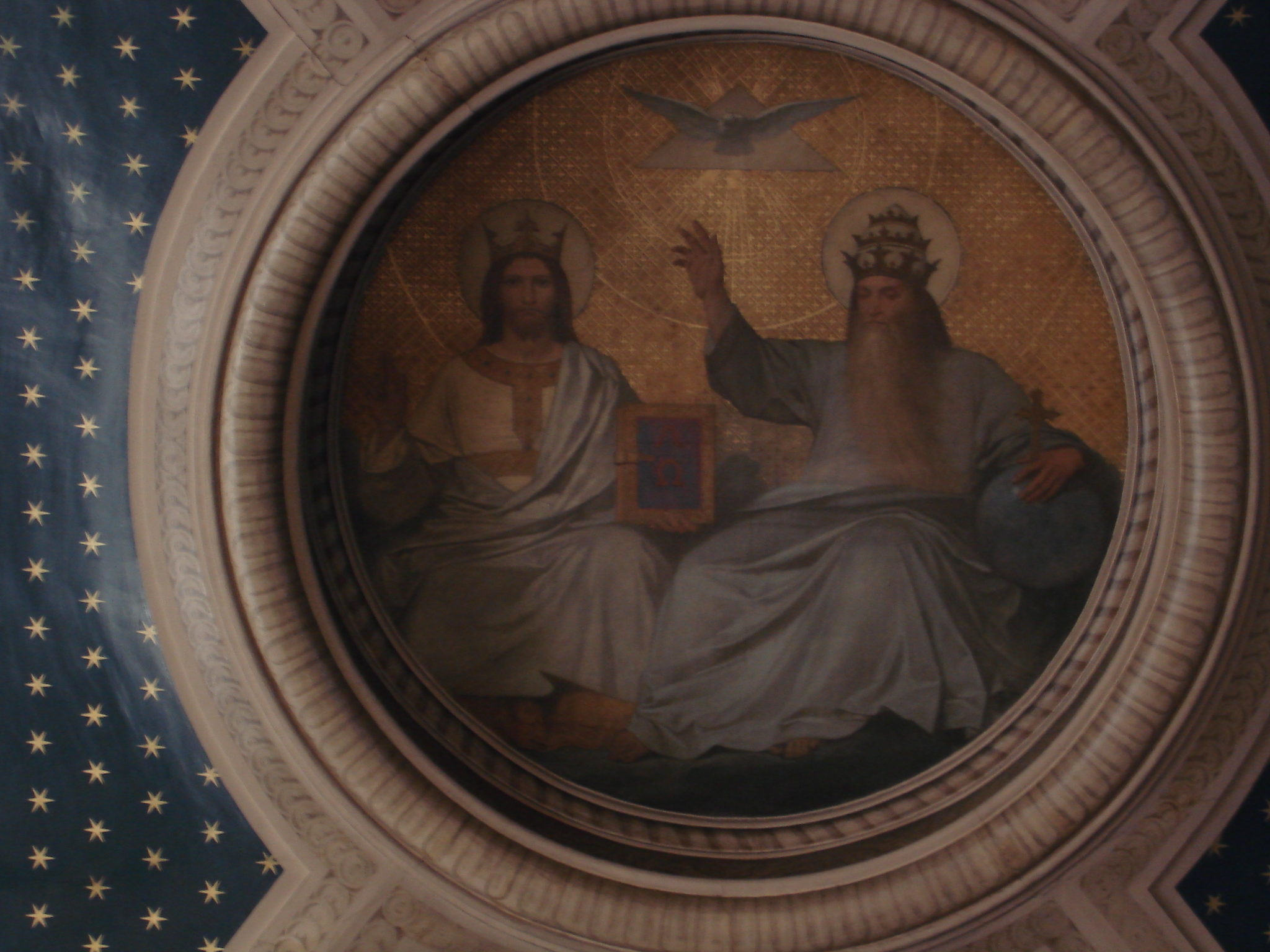
Wandmalereien in der Pfarrkirche St-Jacques-du-Haut-Pas in Paris

- 1844: Die heilige Elisabeth von Ungarn
- 1845: Die Vertreibung Heliodoros aus dem Tempel, Kopie nach Raffael, Paris, Musée du Louvre
- 1846: Der Stern von Betlehem, Quesnoy-sur-Airaines, Kirche
- 1847: Dante, seine Göttliche Komödie schreibend
- 1852: Die gallischen Weiber, sich gegen die Römer wehrend, Paris, Musée d’Orsay

Nach seiner frühen Schaffensphase kam er auf den Gedanken, geschichtsphilosophische Ideen und moralische Lehren zu versinnlichen. Die ersten Bilder dieser Art erschienen unter den Titeln Der Schandpfahl, an welchem 16 Märtyrer der Idee ausgestellt sind, und Was man mit 20 Jahren sieht, der sanguinische Traum eines Liebespaars, auf der Weltausstellung in Paris von 1855.
Zu dieser Gattung gehören:
- 1855: Der Schandpfahl, Marseille, Musée des Beaux-Arts
- 1861: Das Elend als Kupplerin
- 1866: Der Tod und die Wollust
- 1872: Das Schauspiel der menschlichen Torheit (Hauptwerk)

Von seinen übrigen Schöpfungen sind zu nennen:
- 1859: Wandmalereien in der Kirche St-Sulpice de Paris
- 1868: Wandmalereien in der Pfarrkirche St-Jacques-du-Haut-Pas in Paris
- 1873: Tod Johannes des Täufers, Triptychon
- 1875: Christus und die Ehebrecherin
- 1877: Der Blinde und der Lahme